# Fairytale (cântec)
„Fairytale” a fost cântecul câștigător al Eurovision 2009, fiind interpretat de Alexander Rybak. A primit 387 de puncte în finală.